# رأي مارا برسرابيون في شخصية يسوع المسيح

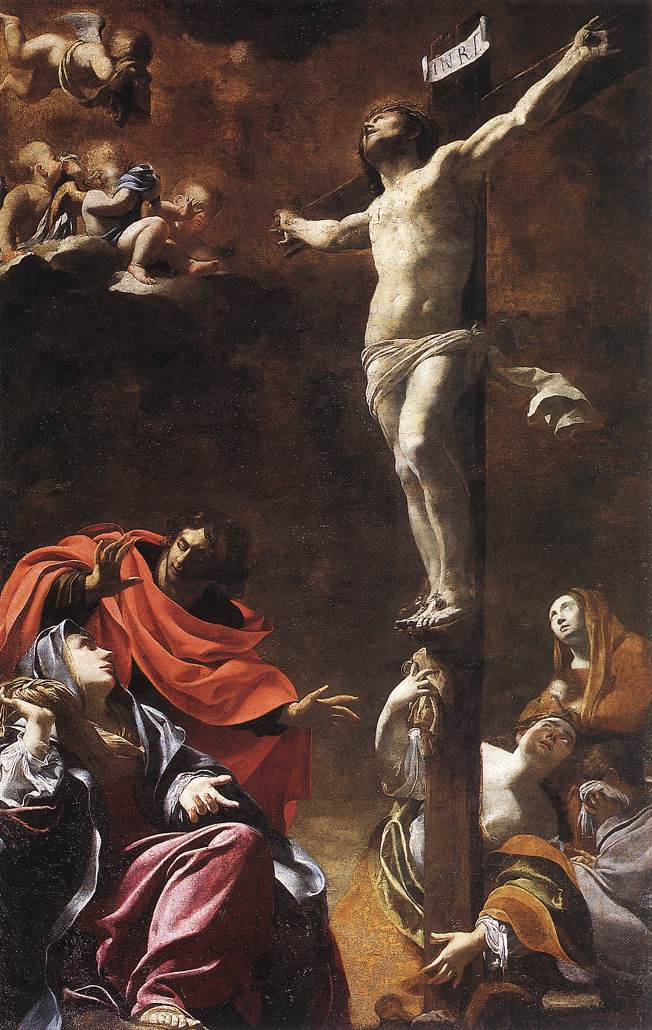
كما يذكر الكتاب المقدس أعلاه العنوان اللاتيني INRI وهو اختصار لاتيني لـ Iesus Nazarenus ، Rex Iudaeorum ، والذي يترجم إلى " يسوع الناصري ملك اليهود.

يعد مارا بن سرافيون فيلسوفًا رواقيًا من مقاطعة سوريا الرومانية. أُشتهر برسالة كتبها باللغة السريانية إلى ابنه الذي يدعي اسمه سيريبيون. تم تأليف هذه الرسالة في وقت في الفترة بين عام 73 م قبل حلول القرن الثالث الميلادي، ويرجح معظم العلماء تاريخ هذه الرسالة إلى فترة وجيزة بعد عام 73 ميلاديًا خلال القرن الأول. قد تعدُ الرسالة إشارة غير مسيحية مبكرة إلى صلب يسوع.
تشير الرسالة إلى المعاملة الظالمة «لثلاثة رجال حكماء»: وفيها يهاجم الأثينيين لإعدامهم سقراط وأهل ساموس لحرقهم فيثاغورس. غير أن أهم ما جذب اهتمام الباحثيين لرسالته ذكره لـ«ملك اليهود الحكيم يسوع المسيح» الذي قتله اليهود ما جلب عليهم الدمار. يوضح المؤلف أنه في الحالات الثلاث جميعها، نتج عن هذا الخطأ العقاب المستقبلي للمسؤولين من قبل الله وأنه عندما يتعرض الحكماء للاضطهاد، لا تنتصر حكمتهم في النهاية فقط، ولكن الله يعاقب مضطهديهم. ويبدو مارا شديد التعاطف مع تلك الشخصية اليهودية، فيذكر أن تعاليمه انتشرت في العالم أجمع بالرغم من موته.
يتفق معظم المؤرخون في أن ملك اليهود هذا إشارة إلى يسوع غير أنهم اختلفوا في تحديد فترة كتابة الرسالة. فيؤكد وليم كيورتن عودتها إلى سنوات قليلة بعد سقوط كوماجينا (72 م.) مسقط رأس مارا وفشل الثورة اليهودية الكبرى (73 م.)، وذلك بسبب وجود ذكر حي لهذين الحدثين بالرسالة. في حين يرجئها مؤرخون آخرون للقرن الثاني بعيد ثورة بار كوخبا سنة 135، أو حتى للقرن الثالث.

## مرور الخطاب وسياقه
تم حفظ خطاب مارا برسرابيون في مخطوطة تعود إلي القرن السادس أو السابع (BL Add. 14658) كانت تحتفظ بها المكتبة البريطانية، وكانت مؤلفة في فترة ما بين عام 73 م والقرن الثالث الميلادي. وتذكر سجلات تعود إلي القرن التاسع عشر بأن المخطوطة التي تحتوي على هذا النص كانت واحدة من ضمن العديد من المخطوطات التي حصل عليها هنري تاتام من دير القديسة مريم المعروف بالسريان في الصحراء النيترية في مصر والتي حصلت عليها المكتبة البريطانية في عام 1843. نشر ويليام كوريتون ترجمة الخطاب باللغة الإنجليزية في عام 1855.

توضح بداية الرسالة كما ذكر الكاتب «من مارا، ابن سيريبيون، إلى ابني سيريبيون، تحياتي». وتذكر الرسالة الكلمات المفتاحية كما يلي: 
ماذا يمكن أن نقول عندما يتم أضطهاد الحكمة من قبل الطغاة بقوة، يتم أسر حكمتهم بالأهانات وتستبدُ عقولهم بدون دفاع؟
ما الذي جناه أهل آثينا من قتل [سقراط] ؟ جائهم مجاعة وطعون كعقاب علي جرمهم وما الذي جناه أهل [ساموس] من حرق [فيثاغورث] ؟
في لحظة غمرت الرمال أرضهم وما الذي جناه اليهود من إعدام ملكهم الحكيم؟ نتيجة ذلك تم أفناء مملكتهم لقد انتقم الله بالعدل لهؤلاء الرجال الحكماء الثلاثة: فلقد
مات الأثينيون من الجوع والطاعون؛ أما بالنسبة لأهل ساموس فغارقين في البحر واليهود اصبحوا مقفرين ومطردون من مملكتهم الخاصة، يعيشون في تشتت

كامل. لكن سقراط لم يمت بسبب تعاليم أفلاطون ولا فيثاغورس بسبب تمثال جونو ولا الملك الحكيم بسبب «القانون الجديد» الذي وضعه ونشره بين الناس. 
يشرح المؤلف في هذا المقطع أنه عندما يتعرض الحكماء للقمع من قبل الطغاة، لا تنتصر حكمتهم في النهاية فحسب، بل يعاقبهم الله أيضًا الذين قاموا بقمعهم.
في سياق الرسالة هو أن الرومان قاموا دمروا مدينة مارا في حرب، وأخذوه سجينًا مع آخرين. كُتبت الرسالة من السجن لتشجيع ابن كاتب الرسالة على متابعة تعلم الحكمة. يأخذ شكل مجموعة من الأسئلة الخطابية التي تسأل عن الفوائد التي يجنيها الناس من اضطهاد الحكماء.  
فلمح مارا إلى أن نتيجة احتلال الرومان لأرضه سيؤدي في النهاية إلى جلب العار والخزي للرومان كما حصل مع أولئك الحكماء الثلاثة. وتنص رسالته على السعي وراء الحكمة لمواجهة صعوبات الحياة.

## التحليل التاريخي للخطاب
تم الترجيح من خلال هذه الرسالة أنها لا تتضمن أي مواضيع مسيحية، وأن عددًا من كبار العلماء مثل سيباستيان بروك يعتبرون مارا يدين بالوثنية. يشير عدد قليل من العلماء إلى أن مارا ربما كان موحد.
و يتم دعم الأصل غير المسيحي للرسالة من خلال ملاحظة أن «ملك اليهود» لم يكن عنوانًا مسيحيًا خلال الفترة الزمنية التي كُتب فيها الخطاب. وإن التصريح الوارد في الرسالة بأن الملك الحكيم يعيش عليه بسبب «القانون الجديد» الذي وضعه، يُنظر إليه أيضًا كدليل على الأصل غير المسيحي للخطاب، لأنه يتجاهل الاعتقاد المسيحي بأن يسوع ما زال حي بعد أن قام من الأموات في اليوم الثالث بعد صلبه. وكما تشير وجهة نظر أخرى أن مارا يشير إلى القيامة المسجلة في تعاليم يسوع التي تقول إنه يحيا من خلالها، فبالتالي «القانون الجديد» الذي وضعه ونشره بين الناس (هو أشارة لتعاليم يسوع السامية التي ذُكرت في «العهد الجديد» أي قانون المحبة والسلام).
و هذا يعني أنه من المستحيل أن نستنتج إذاكما إذا كان يؤمن بأن يسوع قام من الأموات ام لا؟، ولكن يُترك الأمر للتخمين بما إذا كان مسيحيًا أو غير مسيحي فهو اتفق مع المسيحيين فيما يتعلق بيسوع باعتباره «ملكًا حكيمًا» وفقًا لما ذكر في الأناجيل. بالنظر إلى أن تصور الإنجيل لصلب يسوع فلقد وضع الكثير من اللوم على إعدام يسوع أمام الحاكم الروماني بيلاطس البنطي (مع الغوغاء اليهود الذين يتصرفون فقط كمحرضين)، فإن بعض الأناجيل تتفق مع أن اليهود هم المسؤولون. والإشارة إلى «ملك اليهود» بدلاً من كونه المخلص أو ابن الله تشير إلى أن انطباعات برسرابيون لم تتشكل من مصادر مسيحية، على الرغم من أن اليهود الذين أعتنقوا المسيحية أطلقوا عليه اسم ملك اليهود.
لا يرى اللاهوتي روبرت فان فورست أدنى شك في أن الإشارة إلى إعدام «ملك اليهود» تتعلق بصلب يسوع. يقول فان فورست أن الأسباب المحتملة لقيام برسيريبيون بذكر اسم يسوع في رسالته تتضمن مع اضطهاد المسيحيين المستمر في ذلك الوقت ورغبته في عدم الإساءة إلى خاطفيه الرومانيين الذين دمروا اورشليم أيضًا. ويرى آخرون مثل كريج أيه.إيفانز قيمة أقل لهذه الرسالة، بالنظر إلى تاريخها غير المؤكد، والغموض في المرجع الخاص بها.
ينص بروس شيلتون على أن إشارة برسيريبيون إلى «ملك اليهود» قد تكون مرتبطة بنقوش اللاتينية INRI والتي هي اختصارللجملة اللاتينية Iesus Nazarenus ، Rex Iudaeorum والتي يترجم بالعربية إلى يسوع الناصري ملك اليهود والتي كانت مكتوبة على صليب يسوع بثلاثة لغات العبرانية واليونانية واللاتينية كما هو مذكور في إنجيل مرقس (15:26) وَكَانَ عُنْوَانُ عِلَّتِهِ مَكْتُوبًا: «مَلِكُ الْيَهُودِ». ويقول فان فورست إن أوجه الشبه بين المعاملة الظالمة تجاه لرجال الثلاثة هي تدمير أثينا وساموس تؤدي إلى استنتاج مفاده أن برسيريبيون يعتبر تدمير أورشليم عقابًا على رفض اليهود ليسوع ولصلبهم له.
ومع ذلك، يجادل إيفانز بأنه على عكس الإشارات بشكل علني إلى سقراط وفيثاغورس، فإن برسيريبيون لا يذكر يسوع صراحةً بالاسم، مما يجعل الهوية الفعلية للـ «الملك الحكيم» في الرسالة أمر مثير للجدل.

## روابط خارجية
نص خطاب مارا في ويكي مصدر